# 林吳素霞
林吳素霞（1947年—），臺南市人，南管藝師、教育家，專精七子戲。為文化部認定的「重要傳統藝術南管戲曲保存者」（人間國寶），也是臺灣第一位女性「館先生」、合和藝苑創辦人。

## 生平
吳素霞出生於臺南市，其祖父吳陳塗為臺南南聲社創館館員，父親吳再全亦為南管樂師，精通「指」與「曲」，為少數了解南管一百零八個滾門者之一。其4歲起便跟著父親學習南管（絃管）唱曲；8歲學習「下四管」，10歲學琵琶及三弦；1962年，在與菲律賓四連樂府的交流演出中代表振聲社演唱《望遠行‧一個孩兒》，獲得好評。
16歲參與臺北閩南樂府「南管戲培訓班」學習七子戲（即七子戲、七角仔、七腳仔、南管戲），行當為青衣，身段師承徐祥及李祥石，音樂唱曲則師承翁秀塘、陳令允、陳璋榮等人，和其他學員被合稱為「十三金釵」；20歲時執教於清水清雅樂府，成為臺灣第一位女性「館先生」；24歲習南鼓。能演奏南管各項樂器，尤攻唱工、戲劇及南鼓。
曾先後在高雄蚵仔寮通安社（車鼓）、頂茄萣振樂社、臺南南聲社、鹿港聚英社等館閣執教，並帶領清雅樂府至澎湖、金門、馬祖和美國紐約文化中心巡演，也赴菲律賓參加國風郎君社五十周年金禧暨東北亞南管大會。
1988年，獲教育部第四屆民族藝術薪傳獎，並擔任「南管戲傳習計畫」（國家戲劇院委託傳統藝術中心籌備）的唱腔指導及演出。1990年行政院文化建設委員會委託製作《留鞋記》，並與清華大學合作「梨園戲計畫」，再次全面整理道白、身段譜、唱詞等。
1993年在臺中沙鹿創辨合和藝苑，1997年於彰化縣文化局任教南管音樂與七子戲至今，另任教於國立臺北藝術大學傳統音樂學系，並致力於傳統劇目的整理與保存。2002年同合和藝苑至文化部駐法國代表處臺灣文化中心及比西聖喬治巡迴演出，為目前臺灣最活躍於南管戲演出的團體。
2010年獲文化部登錄為「重要傳統藝術南管戲曲保存者」。

## 著作
- 《南管音樂賞析》，彰化縣政府文化局，1993年
- 《朱弁：林吳素霞南管戲傳本》，文化部文化資產局，2016年
- 《高文舉：林吳素霞南管戲傳本》，文化部文化資產局，2020年
- 《韓國華：林吳素霞南管戲傳本》，文化部文化資產局，2020年

## 獲獎
- 1988年，教育部第四屆民族藝術薪傳獎[5][3][10]
- 1999年，全球青商總會薪傳獎[3][10]
- 2005年，教育部第一屆教育百人團獎[3]
- 2013年，第一屆臺中市表演藝術金藝獎[3]

## 備註
1. ↑  南管館閣中負責傳授音樂技藝之教師

### 書籍
- 林珀姬，《梨園戲樂：林吳素霞的南管戲藝人生》，文化部文化資產局，2018年

### DVD
- 《重要傳統藝術南管戲曲：輕歌縵舞 林吳素霞》，文化部文化資產局，2011年

## 外部連結
- 合和藝苑的Facebook專頁
- YouTube上的《精藝臺灣》南管國寶吳素霞 1/3，台灣生活新聞 Taiwan Daily Network
- YouTube上的《精藝臺灣》南管國寶吳素霞 2/3，台灣生活新聞 Taiwan Daily Network
- YouTube上的《精藝臺灣》南管國寶吳素霞 3/3，台灣生活新聞 Taiwan Daily Network
- YouTube上的南管曲〈孤栖悶〉，吳素霞演唱，2016年4月16日，臺南南聲社春季祭典
- YouTube上的南管曲〈一間草厝〉，吳素霞演奏琵琶，1999年2月27日，清雅樂府
- YouTube上的文化資產重要傳統藝術系列 / 南管戲曲 / 林吳素霞，文化資產局
- YouTube上的專訪南管國寶級老師吳素霞談七子戲